# Roncus transsilvanicus
Roncus transsilvanicus – gatunek zaleszczotka z rodziny Neobisiidae.

## Taksonomia
Takson ten opisany został po raz pierwszy w 1928 roku przez Maxa Beiera. Jako miejsce typowe wskazano Braszów w Rumunii.

## Morfologia
Zaleszczotek ten ma niepodzielone tergity i sternity oraz wszystkie cztery pary odnóży krocznych pozbawione kolców na biodrach oraz zwieńczone dwuczłonowymi, podzielonymi na metatarsus i telotarsus stopami. Szczękoczułki zwieńczone są szczypcami; ich palec ruchomy ma kilka ząbków oraz nierozgałęziony wyrostek zwany galea, na którym przedśrodkowo osadzona jest szczecinka galealna. Szczękoczułki zaopatrzone są w rallum, którego wszystkie ostrza mają na przedzie drobne ząbkowanie. Na prosomie (głowotułowiu) występuje jedna para oczu zaopatrzonych w soczewki. Nogogłaszczki zaopatrzone są w szczypce, na których palcach znajdują się ujścia gruczołów jadowych. Palec nieruchomy nogogłaszczków ma trichobotria ist oraz isb położone pomiędzy dystalną a nasadową grupą trichobotriów. Udo nogogłaszczków osiąga od 0,9 do 1,18 mm długości, będąc od 3,5 do 4,4 raza dłuższym niż szerokim. Opistosoma (odwłok) ma na błonach pleuralnych ziarnistą rzeźbę.

## Ekologia i występowanie
Pajęczak epigeiczny.
Gatunek palearktyczny, endemiczny dla Europy Środkowo-Wschodniej. Znany jest z Polski, Słowacji, Ukrainy i Rumunii. W Polsce ograniczony jest w swym występowaniu do Karpat Wschodnich.